# Лич-Лейк (тауншип, Миннесота)
Лич-Лейк (англ. Leech Lake) — тауншип в округе Касс, Миннесота, США. На 2000 год его население составило 384 человека.

## География
По данным Бюро переписи населения США площадь тауншипа составляет 91,3 км², из которых 60,0 км² занимает суша, а 31,3 км² — вода (34,26 %).

## Демография
По данным переписи населения 2000 года здесь находились 384 человека, 155 домохозяйств и 119 семей.  Плотность населения —  6,4 чел./км².  На территории тауншипа расположено 285 построек со средней плотностью 4,7 построек на один квадратный километр. Расовый состав населения: 77,60 % белых, 21,35 % коренных американцев, 0,26 % азиатов, 0,52 % — других рас США и 0,26 % приходится на две или более других рас. Испанцы или латиноамериканцы любой расы составляли 1,30 % от популяции тауншипа.
Из 155 домохозяйств в 25,8 % воспитывались дети до 18 лет, в 64,5 % проживали супружеские пары, в 6,5 % проживали незамужние женщины и в 22,6 % домохозяйств проживали несемейные люди. 18,1 % домохозяйств состояли из одного человека, при том 8,4 % из — одиноких пожилых людей старше 65 лет. Средний размер домохозяйства — 2,48, а семьи — 2,74 человека.
21,9 % населения — младше 18 лет, 4,7 % — в возрасте от 18 до 24 лет, 22,1 % — от 25 до 44, 35,2 % — от 45 до 64, и 16,1 % — старше 65 лет. Средний возраст — 46 лет. На каждые 100 женщин приходилось 114,5 мужчин.  На каждые 100 женщин старше 18 приходилось 106,9 мужчин.
Средний годовой доход домохозяйства составлял 38 125 долларов, а средний годовой доход семьи —  42 083 доллара. Средний доход мужчин —  40 469  долларов, в то время как у женщин — 18 375. Доход на душу населения составил 17 112 долларов. За чертой бедности находились 13,3 % семей и 14,4 % всего населения тауншипа, из которых 18,5 % младше 18 и 24,4 % старше 65 лет.